# Sanantonio
Il commissario Sanantonio (San-Antonio nell'originale francese), della polizia parigina, è il protagonista di una fortunata serie di romanzi polizieschi scritti da Frédéric Dard fra il 1949 e il 2001; Sanantonio è anche lo pseudonimo adottato dallo stesso Dard per firmare tali romanzi, scritti in forma autobiografica, in prima persona. Il personaggio è successivamente stato ripreso dal figlio dello scrittore, Patrice Dard.
Della sterminata serie di romanzi con il commissario Sanantonio, un centinaio sono stati pubblicati in Italia. Dapprima da Arnoldo Mondadori Editore, tra il 1970 e il 1978, con la serie in edicola Le inchieste del commissario Sanantonio, ripresa dall'editoriale Erre nel 1979 e portata avanti fino al 1983. In seguito alcune ristampe e alcuni inediti sono stati pubblicati dall'editrice Rosa & Nero, poi da Le Lettere con le nuove traduzioni di Enzo Fileno Carabba e Domitilla Marchi, e recentemente dalle Edizioni e/o limitatamente alle traduzioni di Bruno Just Lazzari.
Il commissario, confidenzialmente chiamato "Sanà", non è connotato fisicamente (anche se nelle copertine della seconda serie in edicola e nei fumetti verrà spesso raffigurato con le fattezze dell'attore Jean-Paul Belmondo), ma atletico, intelligente e irresistibile seduttore. Altri personaggi fissi della serie sono: l'ispettore Alexandre Benoît Bérurier (detto Berù), pachidermico e illetterato, spalla inseparabile del commissario, dagli appetiti insaziabili; la moglie di questi, Berthe (chiamata "la Balena"), teneramente amata dall'ispettore nonostante la mole e i frequenti tradimenti (peraltro ripagati con egual moneta dallo stesso Bérurier); il Vecchio, cioè il capo di Sanantonio, anziano funzionario di polizia, calvo, presumibilmente facoltoso, reazionario e classista; Marie-Marie, nipotina adottiva di Bérurier, inizialmente monella al punto da ricevere spesso l'appellativo de "la Zanzara" e che, una volta diventata adulta, a Sanantonio darà una figlia.
I romanzi sono caratterizzati da trame ricche di colpi di scena e talora inverosimili, che dal poliziesco sconfinano spesso nel genere spionistico o più in generale del romanzo d'azione, con una forte connotazione umoristica e frequenti concessioni all'erotismo, spesso esplicito; e da un linguaggio vivacissimo, ricco e innovativo, che ha meritato al suo autore l'attenzione e l'apprezzamento da parte di studiosi e saggisti.
Tra il 1973 e il 1974 sono stati pubblicati da Mondadori anche due fumetti tra i sette usciti in Francia, in cui vengono particolarmente rappresentati gli aspetti umoristici e grotteschi della serie: Olè Sanantonio e Sanantonio in Scozia.

## Opere in Italiano[5]
Serie Storica:
1. La Gioconda in blu
2. La quarta zucca è bianca
3. Sanà fra i duri
4. Siamo logici, perdiana!
5. Bravo, dottor Berù!
6. Non fregatemi la Gloria!
7. Il filo per tagliare il burro
8. Un pollo alla diavola
9. Ninnananna per Berù
10. Baci, soldi e sganassoni
11. Obitorio per signore
12. Nespole come se piovesse
13. Chi si filma è perduto
14. Félicie & Sanà S.p.A.
15. A Sanà non la si fa
16. La scoperta dell'America
17. Canta che ti passa!
18. Berù, il dunesauro
19. Sanantonio Lancia in sosta
20. Piombo nella trippa
21. Rosbif al sangue
22. I miei omaggi alla donzella
23. Sanantonio whisky and droga
24. Votate Bérurier
25. I miei dispetti, madama Ghigliottina
26. Berù contro Sanantonio
27. Sotto a chi tocca
28. Dalla “A” alla “Z”
29. Ho l'onore di farvi fuori
30. Mangia e taci
31. Lasciate perdere la ragazza
32. Mi gioco la testa
33. Giù le zampe
34. Pinaud alla cacciatora
35. Mosca al naso per Sanà
36. Troppa grazia, Sanantonio
37. Sanà ce la mette tutta
38. Sanà alla creta
39. Il maccabeo errante
40. Sanà lavora gratis
41. Pesca di mortificenza
42. Per stavolta, Don Antonio
43. Piccola Siberia sulla Senna
44. Il lupo perde il pelo...
45. Serenata per una pupa stesa
46. Sono fatto così
47. Capperi, che luparata
48. C'e da rodersi il fegato
49. In lungo, in largo e di traverso
50. Ho paura delle mosche
51. Van, van i Van Gogh
52. Hanno rubato la Balena
53. Facce da funerale
54. La verità in insalata
55. Greta dei pipistrelli
56. Sciroppo per le vespe
57. Il segreto di Pulcinella
58. Cime di rapa in salsa verde
59. Forza, Berù!
60. Fuori l'arbitro
61. Rompicapo indiano
62. Sanà & C. in Inghilterra
63. Sanà contro la Iena
64. ango cinese
65. La sconfitta di Samotracia
66. Un harem per Berù
67. In bocca al... coccodrillo
68. Il crollo della baracca
69. Missione Casanova
70. Evviva Bertaga
71. Il tradimento di Akel-Brakmar Berù
72. Vi faccio un pacchettino?
73. Orsobuco alla berurese
74. Sei bello, sai!
75. Giro di boa
76. Mugika, maestro!
77. La gatta persiana
78. Me, voi mi conoscete?
79. Chiamami, amore
80. San Tesoro
81. Auguri e figli maschi
82. Le predizioni di Nostraberus
83. Metti il tuo dito dove ho il mio
84. Bacio le mani a voscenza
85. Promesse da marinaio
86. La vita privata di Walter Klozett
87. Dì buongiorno alla signora
88. A qualcuna piace calvo
89. Concerto per pizzi e giarrettiere
90. Berù e quelle signore
91. Berù e l'affare dei lecca-lecca
92. Bravo, dottor Berù! RISTAMPA n 5
93. Com’è bella Venezia
94. Non fregatemi la Gloria! RISTAMPA n 6
95. Sanà l'Afrikano
96. Una banana nell'orecchio
97. Rosbif al sangue RISTAMPA n 21
98. Berù Dadà
99. Votate Bérurier RISTAMPA n 24
100. Qualcuno volò sul letto del cornuto
101. Siamo logici, perdiana! RISTAMPA n 4
102. Sanantonio whisky and droga RISTAMPA n23
103. Sanà da sbarco
104. Berù, il dunesauro RISTAMPA n 18
105. Fammi cose turche!
106. Ninnananna per Berù RISTAMPA n 9
107. Reggimi il moccolo!
108. La quarta zucca è bianca RISTAMPA n 2
109. Vodka & champagne
110. Canta che ti passa! RISTAMPA n 17
111. La Gioconda in blu RISTAMPA n 1
112. Obitorio per signore RISTAMPA n 11
113. Fammi un piacerino
114. Baci, soldi e sganassoni RISTAMPA n 10
115. Sanà fra i duri RISTAMPA n 3
116. Un pollo alla diavola RISTAMPA n 8
117. Il filo per tagliare il burro RISTAMPA n 7
118. Chi si filma è perduto RISTAMPA n 13
119. Bagni & massacri
120. Nespole come se piovesse RISTAMPA n 12
121. I miei omaggi alla donzella RISTAMPA n 22
122. Félicie & Sanà S.p.A. RISTAMPA n 14
123. A Sanà non la si fa RISTAMPA n 15
124. La scoperta dell'America RISTAMPA n 16
125. Dalla “A” alla “Z” RISTAMPA n 28
126. Sotto a chi tocca RISTAMPA n 27
127. Principi & bidoni
128. I miei dispetti, madama Ghigliottina RISTAMPA n 25
129. Ho l'onore di farvi fuori RISTAMPA n 29
130. Mi gioco la testa RISTAMPA n 32
131. Non crepare, aspetto ospiti
132. Troppa Grazia, Sanantonio RISTAMPA n 36
133. Mosca al naso per Sanà RISTAMPA n 35
134. Sanà ce la mette tutta RISTAMPA n 37
135. Giù le zampe RISTAMPA n 33
136. Mangia e taci RISTAMPA n 30
137. Il maccabeo errante RISTAMPA n 39
138. Torte in faccia
139. Pesca di mortificenza RISTAMPA n 41
140. Pinaud alla cacciatora RISTAMPA n 34
141. Cime di rapa in salsa verde RISTAMPA n 58
142. Il lupo perde il pelo... RISTAMPA n 44
143. Fagli la festa!
144. Sanantonio Lancia in sosta RISTAMPA n 19
145. Capperi, che luparata! RISTAMPA n 47
146. Sanà lavora gratis RISTAMPA n 40
147. In lungo, in largo e di traverso RISTAMPA n 49
148. Piccola Siberia sulla Senna RISTAMPA n 43
149. Per stavolta, Don Antonio RISTAMPA n 42
150. Piombo nella trippa RISTAMPA n 20
151. Serenata per una pupa stesa RISTAMPA n 45
152. Sono fatto così RISTAMPA n 46
153. C’è da rodersi il fegato RISTAMPA n 48
154. Ho paura delle mosche RISTAMPA n 50

Numeri Speciali:
1. La saga dei Cojon
2. Berù I leone d'Africa
3. Sessualità
4. Le Vacanze di Berù
5. Il Galateo secondo Berù

Altre edizioni:
1. Sanà contro Mr. Blood
2. Sanà e la bocca di fuoco
3. Sanà l'urlo della piattola
4. E allora lasciamo vedere il mare
5. Champagne per tutti
6. Scandalosamente vostro (ristampa di tre numeri della serie storica)

Fumetti:
1. Olè Sanantonio
2. Sanantonio in Scozia